# Parafia św. Antoniego z Padwy w Bydgoszczy
Parafia pw. św. Antoniego z Padwy w Bydgoszczy – rzymskokatolicka parafia w Bydgoszczy, erygowana w 1933 roku. Należy do dekanatu Bydgoszcz I.